# Костел тринітаріїв (Івано-Франківськ)
Костел Тринітаріїв — колишній католицький храм міста Станіславова, що існував із 1732 року по 1783 рік, костел розібраний в 1820 роках.

## Історія будівництва
Ідея закладення у Станіславові тринітарського монастиря належала засновнику міста, Андрію Потоцькому. Фінансовою основою стала його грамота від 16 жовтня 1690 року, за якою він передав монахам ордену тринітаріїв 17 000 злотих. Дозвіл Львівського ординаріату на побудову костелу і келій датований 12 лютого 1691-го.
Як писав краєзнавець Венедикт Площанський, повернувшись із Варшави, Потоцький «відразу наказав приготувати потрібний будівельний матеріал для спорудження тимчасового монастирського приміщення» для шести монахів. Дерев’яні костел Святої Трійці і Найсвятішої Діви Марії і кляштор спорудили за 10 місяців. 
Монастир займав малу територію, тому наслідник Йосиф Потоцький разом із дружиною Вікторією Лещинською подарували ченцям прилеглу територію, а також землі між кляштором і валами фортеці. У 1718 Йосиф Потоцький ще додав 20 000 злотих, і наступного року заклали наріжний камінь під мурований костел.
Будова нового храму і монастиря тривала 14 років. Закінчили у 1732 році – завдяки пожертві від полковника Павла Нітославського та його сина Франца. Освячення відбулося 5 липня. Монастир отримав назву Святих Петра і Павла.
У 1729 році розпочалося спорудження мурованого монастиря, розташованого за храмом, у якому мало бути шість келій. При костелі тринітаріїв діяли два братства – Святого Скапулярія Найсвятішої Трійці, заснованого в 1718 році та Серця Ісусового, що повстало в 1738 році.
27 жовтня 1736 року ексгумовано тіла ченців і доброчинців монастиря, похованих у підземеллях давнього, дерев’яного костелу і перепоховано їх у крипті під пресбітерієм мурованого храму.
У костелі були образи із зображенням Ісуса, що падає під хрестом і Св. Фелікса де Валуа, засновника ордену, перенесені з дерев’яного храму, що славилися своєю чудодійністю. Перший з них ченці отримали в дар від Юзефа Потоцького. Коли образ було перенесено до кам’яного костелу, Станіслав Потоцький замовив для нього бічний вівтар у пресбітерії. У вівтарі також знайшлося місце для образу Св. Фелікса.
У 1752 році за керівництва о. Рафаеля, головний вівтар помальовано, встановлено амвон з різьбленим декоруванням, а костел всередині було оздоблено образами святих. Того ж року відбулася урочиста передача до костелу головного образу Христа. У 1755 році в Любліні помер доброчинець ордену Францішек Ксаверій Нітославський. Його тіло, як мецената, було перевезено до Станіславова і поховано в костелі тринітаріїв. У 1758 році в монастирі трапилася пожежа. Завдяки фінансовій підтримці Катажини Коссаковської, кам’янецької каштелянки, а також стараннями міністра о. Ігнація монастир відремонтовано.

## Знищення костелу
Після приєднання Галичини Австрією у 1772 році папа Клеменс XIV буллою від 21 липня 1773 року ліквідував Товариство Ісусове через політичну діяльність. Десятьма роками пізніше після ліквідації єзуїтів декретом імператора Юзефа II 17 березня 1783 року ліквідовано орден тринітаріїв. Ліквідувавши два ордени, Австрія збагатила свою казну, конфіскованим майном костелів і монастирів. 
Будівлі передали цісарсько-королівському крайовому шляхетному суду. На другому поверсі розмістилися судові кімнати, а на першому і в підземеллях влаштували в’язничні камери. Після двох пожеж на стінах костелу з’явилися великі тріщини, тож задля безпеки після 1820 року його просто розібрали.
Станіславівський монастир, скоріш за все, зачинено. У 1785 році до колишнього єзуїтського костелу перенесено орган. У приміщенні монастиря в 1786 році відкрили в’язницю, а пізніше частину суду. У 1883 році в’язниця переїжджає до новозбудованого приміщення («Діброва»), а у 1911‑му на вулицю Білінського (тепер Сахарова) перебирається суд. Міська влада планувала відкрити тут другу польську гімназію і навіть розпочало перепланування приміщення, але почалась Перша світова війна.
За Польщі у стінах колишнього кляштору господарювали різні організації та установи. За радянських часів в будівлі містилось обласне управління торгівлі.
За СРСР на колишній Тринітарській площі відкрили продуктовий ринок, а саму площу перейменували на «Колгоспний ринок».
Після численних перебудов, від монастиря збереглися лише фрагменти келій. Зараз там офіси та крамниці за адресою Старозамкова, 2.

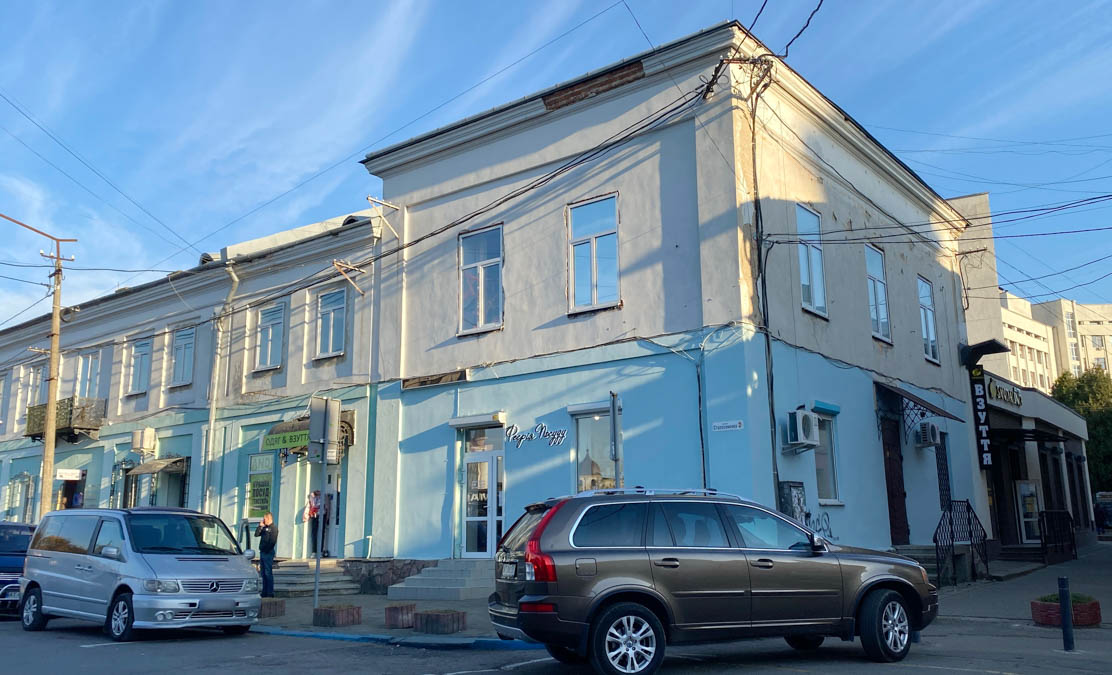
Сучасна перебудована будівля костелу

## Реконструкція
Фрагменти монастирських келій збереглися донині. Зараз там офіси та крамниці. Але дуже цікаві метрові стіни, майстерно викладені парусні склепіння, вікна зі скошеним обличкуванням у мурах біля сходової клітки. Частково відомо й про зовнішній вигляд підземної частини монастиря. Туди через провалля, що відкрилося у 2012-му і 2015 роках, спускалися учасники історико-краєзнавчого об’єднання «Моє місто» Василь Іваночко, Зеновій Федунків, Ігор Панчишин та інші. Обміри кількох камер зробила івано-франківська архітекторка Лариса Поліщук. Підземелля і нині вражає парусними й бочковими склепіннями з каменю та цегли, а також півциркульними опорами довгих коридорів.

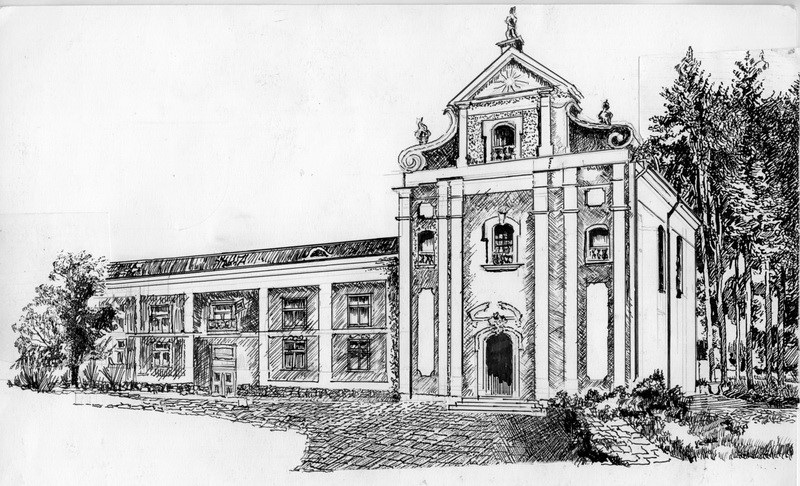
Реконструкція костелу Зеновія Соколовського